# William Stewart Agras
William Stewart Agras (n. 17 mai 1929, Londra) este un cunoscut psihiatru american, profesor de psihiatrie la Universitatea Stanford, celebru pentru cercetările sale în domeniul psihoterapiei comportamentale și al psihologiei nutriționiste.

## Biografie
În 1955 este absolvent al facultății de medicină Middlesex Hospital Medical School din cadrul Universității din Londra.  Între 1960 și 1961, este rezident la psihiatrie la McGill University, Montreal.
În perioada 1961 - 1969, este profesor la University of Vermont College of Medicine. În 1969 preia catedra departamentului de Psihiatrie de la University of Mississippi Medical Center.
În perioada 1969 - 1973, deține catedra Departamentului de Psihiatrie în cadrul Universității Stanford, iar din 1973 până în prezent este profesor de psihiatrie în cadrul presigioasei universități.
Agras este colaborator și la publicațiile: International Journal of Eating Disorders, Behavior Therapy', Journal of Behavior Therapy and Experimental Psychiatry.

## Activitate
Principala temă a cercetărilor sale constă în înțelegerea bazelor psihice ale alimentației. Printre tulburările de comportament alimentar interesate, putem menționa: obezitatea, anorexia nervoasă, bulimia nervoasă.

### Publicații
Printre lucrările publicate se pot enumera:
- Agras WS, Rossiter EM, Arnow B, Telch CF, Raeburn SD, Bruce B, Koran LM (1994). One year follow-up of psychosocial and pharmacologic treatments for bulimia. Journal of Clinical Psychiatry, 55: pp. 179–183.
- Agras WS, Berkowitz RI, Arnow BA, Telch CF, Arnell M, Henderson J, Morris Y, Wilfley D (1996). Maintenance following a very-low-calorie diet (for obesity). Journal of Consulting and Clinical Psychology, 64: pp. 610–613.
- Agras WS, Telch CF, Arnow B, Eldredge K, Marnell M (1997). One year follow-up of cognitive-behavioral therapy for obese individuals with binge eating disorder. Journal of Consulting and Clinical Psychology, 65: pp. 343–347.
- Whittal ML, Agras WS, Gould RA (1999). Bulimia Nervosa: A meta-analysis of psychosocial and pharmacological treatments. Behavior Therapy, 30: pp. 117–135